# ルドガー・シュルツ
ルドガー・シュルツ（Ludger Schulze, 1950年 - ）はドイツ出身のサッカージャーナリスト。
南ドイツ新聞のスポーツ部長をつとめる。1993年にドイツ・スポーツジャーナリスト・オブ・ザ・イヤーに選ばれている。